# Giecz

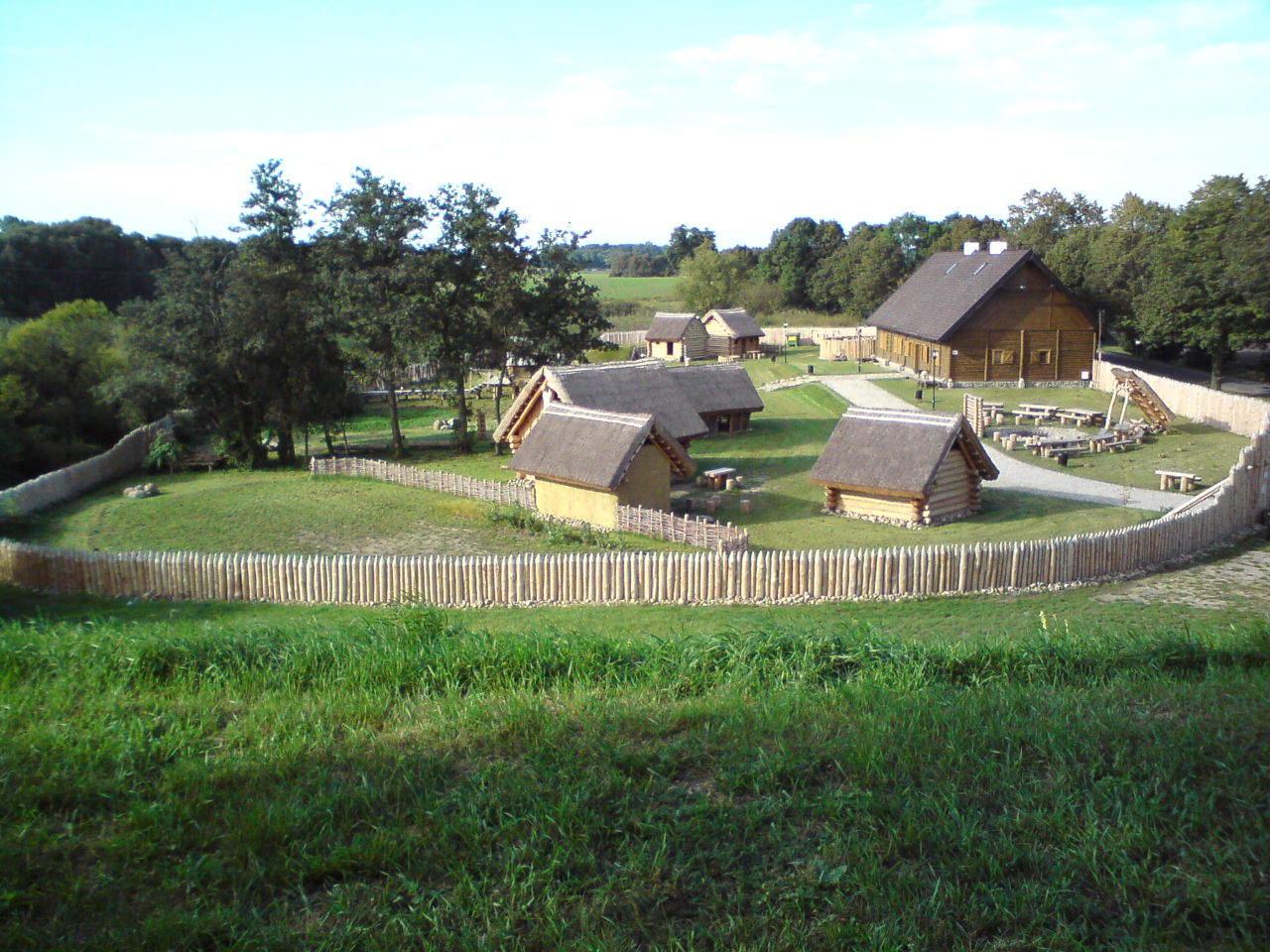
Freilichtmuseum

Giecz ist eine frühmittelalterliche Siedlung im westlichen Zentralpolen (Gmina Dominowo, Woiwodschaft Großpolen). In Giecz befand sich eine der wichtigsten Burgen der frühen polnischen Piasten. Heute ist der Ort ein archäologischer Fundplatz mit Freilichtmuseum.

## Geschichte
Dank der neusten dendrochronologischen Forschungen ist bekannt, dass am Ende des 9. Jahrhunderts in Giecz eine befestigte Siedlung entstand, zu deren Bau Eichenholz verwendet wurde. Anders als Posen oder Gnesen wurde Giecz Anfang des 10. Jahrhunderts nicht niedergebrannt und stattdessen ab 920 kontinuierlich ausgebaut. Es wird daher vermutet, dass die Bewohner von Giecz die umliegenden Siedlungen eroberten und Giecz in der ersten Hälfte des 10. Jahrhunderts zum Hauptort der Polanen wurde. Um 940 wurde eine Hochburg gebaut, auf einer Halbinsel eines heute nicht mehr existierenden Sees. Im 10. Jahrhundert wurde mit der Errichtung eines steinernen Palatium sowie einer Rotunde begonnen. Die Johanneskirche wurde hingegen errichtet. 1038 wurde der Ort vom böhmischen Herrscher Břetislav I. erobert und zerstört. Die Einwohner wurden nach Böhmen verschleppt und in Kožlany angesiedelt. Nach 1040 wurde Giecz zwar von Kasimir I. Karl wieder aufgebaut, verlor jedoch seine ursprüngliche Bedeutung. Die Burg und der Ort wurden Anfang des 13. Jahrhunderts erneut bei Auseinandersetzungen zwischen Heinrich dem Bärtigen und Ladislaus Odon zerstört. 1253 rückte Giecz nochmals in den Mittelpunkt der polnischen Geschichte, als hier die Herrscher Großpolens zu einem Landtag zusammentrafen. Der Ort wurde um 1300 aufgegeben und verlassen. Es entstand ein gleichnamiges Dorf anstelle der frühmittelalterlichen Siedlung.

## Palatium

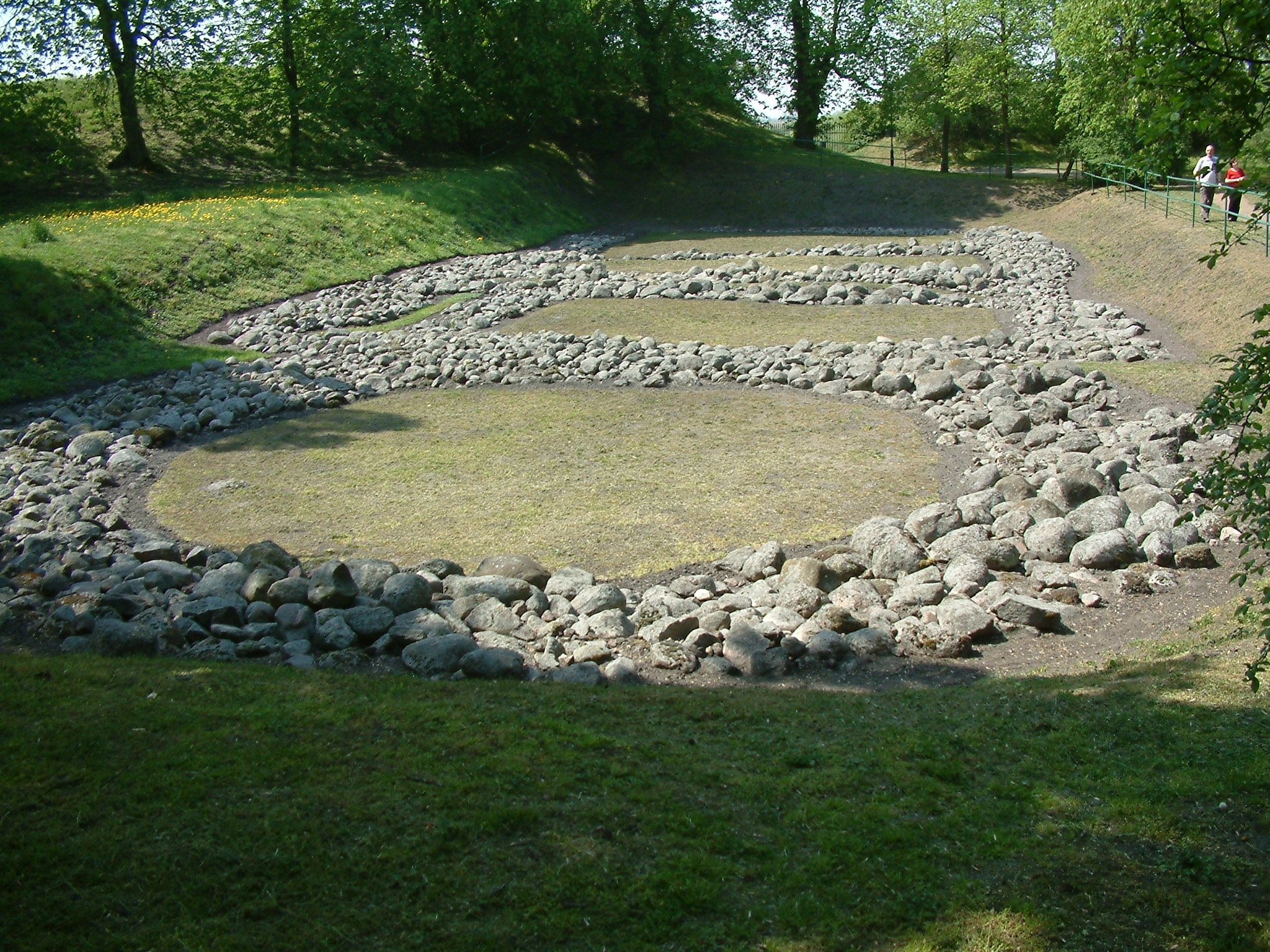
Palatium

Mit dem Bau des Palatiums aus Stein wurde in der zweiten Hälfte des 10. Jahrhunderts, möglicherweise in den 980er Jahren, begonnen. Damit wäre das Palatium eine der ersten Steinbauten in Polen. Das Palatium bestand aus Wohnräumen, einem Repräsentationssaal sowie einer Kapelle in Form einer Rotunde. Der Bau wurde jedoch vor seiner Fertigstellung eingestellt. Unklar ist, ob die Baupause nur vorübergehender Natur war oder der Bau aufgegeben worden ist. Jedenfalls wurden die bereits errichteten Mauern beim Einfall von Břetislav I. zerstört. Danach verlor Giecz an Bedeutung und die Piasten hatten bereits Palatien in Posen und Gnesen und Ostrów Lednicki, so dass das Palatium in Giecz nicht mehr benötigt wurde, zumal das Machtzentrum in Polen mit der Verlegung des Herrschersitzes nach Krakau 1040, sich nach Südosten verlagerte.